# Tomoya Inukai
Tomoya Inukai (jap. 犬飼 智也 Inukai Tomoya; ur. 12 maja 1993) – japoński piłkarz występujący na pozycji obrońcy. Obecnie występuje w Shimizu S-Pulse.

## Kariera klubowa
Od 2012 roku występował w klubach Shimizu S-Pulse i Matsumoto Yamaga FC.